# FLY 航空学園グラフィティ
FLY 航空学園グラフィティ （フライ・こうくうがくえんグラフィティ）は、NHK総合テレビジョンで2000年5月9日から7月18日まで「ドラマDモード」で放送された連続テレビドラマである。全10回。

## 概要
八ヶ岳山麓の航空学園を舞台にした、型破りの教官と一癖二癖ありの生徒との青春ドラマ。日本航空高等学校にてロケ撮影が行われた。

## キャスト
- 原匠（はら たくみ） - 大友康平
- 清水茜（しみず あかね） - 片瀬那奈
- 高木涼太（たかぎ りょうた） - 鳥羽潤
- 立川康介（たちかわ　こうすけ） - 石川伸一郎
- 内海千歳（うつみ ちとせ） - 清水千賀
- 西山菊馬（にしやま きくま） - 鮫島巧
- 岩田邦子（いわた くにこ） - 山口あゆみ
- 天地悟（あまち さとる） - 忍成修吾
- 石倉志穂（いしくら しほ） - 城山未帆
- 井下公彦（いのした きみひこ） - 高岡蒼佑
- 西条瑞穂 - 飯島愛
- 上村沙織 - いしのようこ
- ブラウン - セイン・カミュ
- 野々村誠 - 佐藤B作
- 氏家弥生 - 酒井和歌子

## サブタイトル
- 第1回 「連帯責任」
- 第2回 「康介の秘密」
- 第3回 「特訓班除名」
- 第4回 「友情のあかし」
- 第5回 「まわり道の恋」
- 第6回 「2つのキス」
- 第7回 「別れ」
- 第8回 「航大入試」
- 第9回 「決断の時」
- 第10回 「大空への夢」

## スタッフ
- 作 - 尾西兼一[1]、奥寺佐渡子
- 演出 - 赤羽博[1]、中島悟[1]
- 主題歌 - 矢野真紀「大きな翼」（東芝EMI）
- 航空学習指導 - 梅沢重雄
- 音響効果 - 石井和之
- 技斗 - 佐々木修平
- 技術協力 - 東通
- 制作統括 - 三井智一[1]、一井久司[1]
- プロデューサー - 和田豊彦
- 共同制作 - NHKエンタープライズ21（現・NHKエンタープライズ）、アベクカンパニー